# Friedrich Albert von Oertzen
Friedrich Albert (Albrecht) von Oertzen (* 3. August 1797 in Kittendorf; † 28. Juli 1873 in Berlin) war ein mecklenburg-schwerinscher Regierungsbeamter und deutscher Parlamentarier.

## Leben
Friedrich Albert von Oertzen wurde geboren als Sohn des mecklenburgischen Gutsbesitzers und Landrats Gustav Dietrich von Oertzen und der Henritte geb. von Pechlin. Er studierte Rechtswissenschaft an der Friedrich-Wilhelms-Universität Berlin und wurde 1820 Mitglied des Corps Vandalia I. 1821 wurde er Auditor bei der Justiz-Kanzlei in Schwerin. 1824 wurde er zum Kanzleirat cum voto consultativo ernannt. 1829 wurde er zum Regierungsassessor und 1831 zum Regierungsrat ernannt. 1843 wurde er als Regierungsdirektor und 2. Mitglied in die Großherzogliche Regierung in Schwerin berufen. 1846 war er Vizepräsident der Landesregierung. Im September 1849 schied er auf eigenen Wunsch aus.
Oertzen war Besitzer des Ritterguts Trechow. 1850 war er Mitglied des Staatenhauses, des Erfurter Unionsparlaments.
Friedrich Albert von Oertzen war seit 1832 verheiratet mit Louise, geb. von Plessen (1804–1857), Tochter des mecklenburg-schwerinschen Geheimerratspräsidenten Leopold von Plessen. Nach deren Tod heiratete er 1858  Marie, geb. von Maltschitzky (1820–1882), Tochter des Majors Leopold von Maltschitzky aus Neustrelitz. Beide Ehen blieben kinderlos.

## Auszeichnungen
- Kammerjunker, 1821
- Geheimer Rat, 1848
- Titel Exzellenz, 1871